# Ospedale (metropolitana di Brescia)
Ospedale è una stazione della metropolitana di Brescia a servizio degli Spedali Civili di Brescia.

## Storia
La stazione è presente fin dai primi progetti stesi dai Servizi Municipalizzati di Brescia. Nel 1986 si pensò a una linea sotterranea collegante l'Ospedale a Bresciadue. Nei mesi seguenti, l'evoluzione del progetto di massima portò all'idea di proseguire a nord, verso il quartiere di Casazza, e a est, verso la frazione di Sant'Eufemia della Fonte.
Nel progetto definitivo presentato dall'ASM nel 2000, la stazione di Ospedale si sarebbe trovata nel tratto in galleria Kossuth-Bresciadue. Tuttavia, in sede di Valutazione di impatto ambientale (VIA) si decise di iniziare la galleria profonda proprio a Ospedale e di far percorrere la metropolitana in trincea coperta sul tratto a settentrione della stessa fermata fino al capolinea.
Ospedale fu inaugurata il 22 dicembre 2012, alla presenza del sindaco Adriano Paroli e dell'assessore ai lavori pubblici Mario Labolani, nell'ambito di una serie di cerimonie in cui le singole stazioni della metropolitana furono mostrate al pubblico prima dell'effettivo inizio del servizio metropolitano. Fu poi aperta al servizio pubblico il 2 marzo 2013, assieme a tutta la linea.
Nel novembre 2017 fu completata la posa della copertura in vetro e acciaio dell'accesso interrato.

## Strutture e impianti
L'impianto aderisce alle specifiche delle stazioni profonde aperte della linea metropolitana: sei lucernari a forma piramidale consentono alla luce naturale di giungere fino al piano binari che si trova in profondità rispetto a quello della campagna. Come in tutte le stazioni della metropolitana sono presenti le porte di banchina, che impediscono ai viaggiatori di accedere ai binari in assenza del treno.
In direzione di Marconi è presente un deviatoio che collega il binario diretto a Prealpino con quello diretto a Sant'Eufemia.
La stazione si colloca al centro di una zona ad alta densità sia abitativa sia di servizi, a partire dall'Ospedale Civile che è stata la destinazione di filovie e autolinee nei decenni precedenti all'apertura della linea metropolitana. L'impianto è stato progettato con un flusso massimo stimato di 4800 utenti all'ora nelle fasce di punta.

## Servizi
La stazione dispone di:
- Biglietteria automatica

## Interscambi
- Fermata autobus